# Frank Augsten

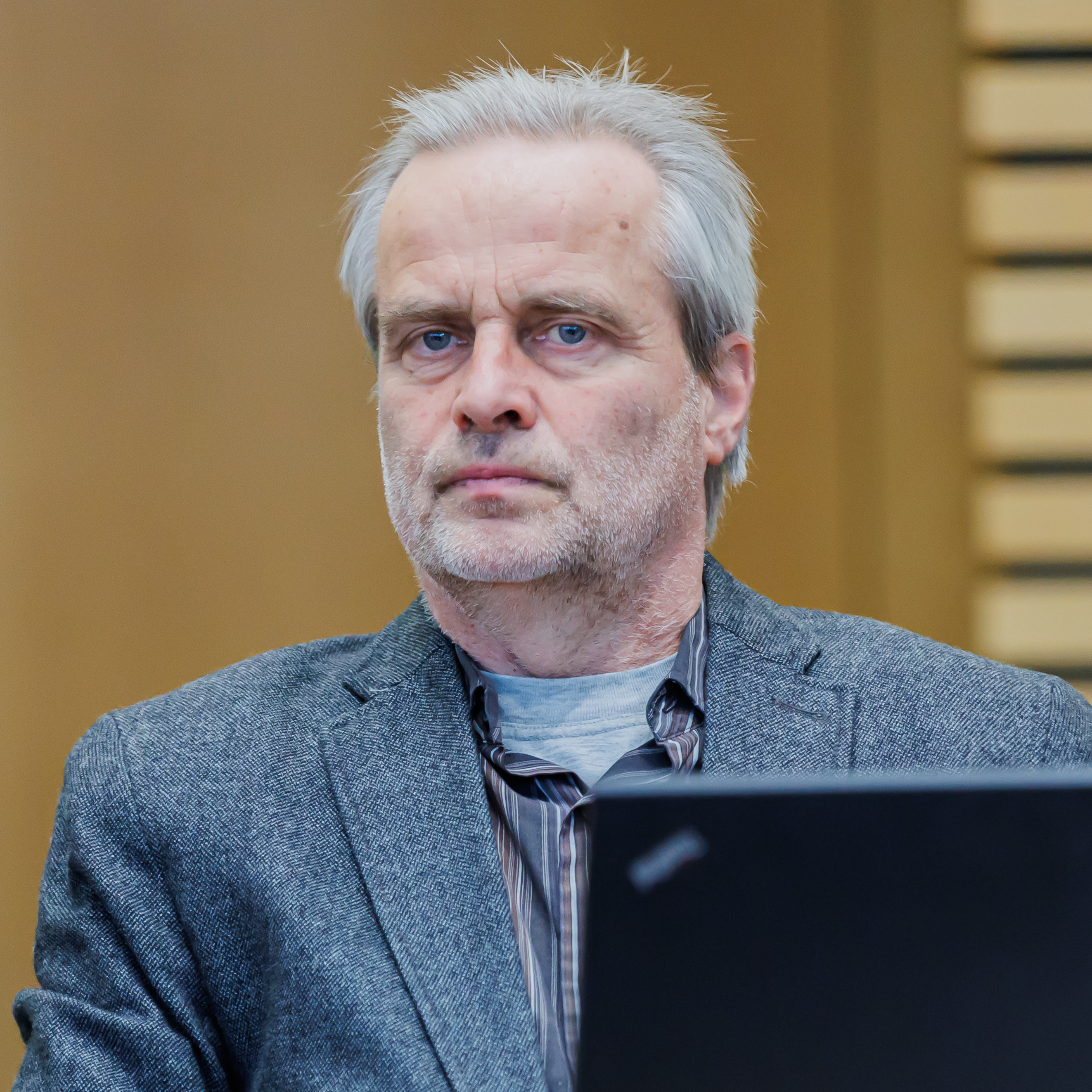
Frank Augsten (2024)

Frank Augsten (* 17. August 1958 in Apolda) ist ein deutscher Agrarwissenschaftler und Politiker (BSW, zuvor Bündnis 90/Die Grünen). Er war von 2009 bis 2014 Mitglied des Thüringer Landtags, ist es seit 2024 erneut und seit Dezember 2024 dort Vorsitzender der BSW-Fraktion.

## Leben

### Ausbildung und Beruf
Augsten legte 1977 das Abitur ab und absolvierte von 1977 bis 1978 eine Ausbildung zum Feinoptiker bei Carl Zeiss. Nach dem Wehrdienst als Militärkraftfahrer bei den Grenztruppen der DDR arbeitete er von 1980 bis 1986 als Kraftfahrer und Futterwirtschaftler für den Thüringer Zoopark Erfurt, anschließend von 1986 bis 1989 als Berater für Rinderzucht beim VEB Tierzucht Erfurt und nach 1989 als Berater für Rinderzucht beim Thüringer Landesverwaltungsamt. Parallel zu seiner beruflichen Tätigkeit absolvierte er ein Fernstudium der Agrarwissenschaften (Diplom 1993 an der Humboldt-Universität zu Berlin) und wurde 1997 mit der Arbeit Die Organisation der Rinderzucht im Bezirk Erfurt von 1945 bis 1989 ebenfalls an der HU Berlin promoviert.
Seit 1980 war Augsten für den Kulturbund der DDR im Bereich Tier- und Umweltschutz tätig, seit 1991 hält er Vorträge über Landwirtschaft, Ökolandbau, Ernährung, Gentechnik und Entwicklungspolitik. Er hielt unter anderem Gastvorlesungen über Ökolandbau und Gentechnik an den Universitäten Leipzig, Dresden, Magdeburg und Oldenburg und ist seit 2001 Lehrbeauftragter für ökologische Tierzucht an der Universität Kassel, Standort Witzenhausen.
Von 1999 bis 2009 war er Geschäftsführer des Fördervereins für ökologischen Landbau „Thüringer Ökoherz e. V.“. Mit Beginn seiner Tätigkeit als Landtagsabgeordneter 2009 wirkte Augsten bis Anfang 2015 als Vorstandsmitglied.
Seit Juli 2015 arbeitete Augsten im Thüringer Ministerium für Infrastruktur und Landwirtschaft in der Stabsstelle als Referatsleiter M1 (Grundsatzfragen, Strategische Planung). Im März 2017 wurde Augsten zum kommissarischen Präsidenten der Thüringer Landesanstalt für Landwirtschaft (TLL) bestellt. Mit Neugründung des Thüringer Landesamtes für Landwirtschaft und Ländlichen Raum (TLLLR) zum 1. Januar 2019 wurde Augsten zum Abteilungsleiter der Abteilung 3 „Landwirtschaftliche Erzeugung, Gartenbau und Bildung“ ernannt.

### Politik
1991 trat Augsten den Grünen bei und war von 1997 bis 1999 sowie von 2003 bis 2004 Beisitzer in deren Landesvorstand in Thüringen. Bei der Europawahl 1999 kandidierte er auf Platz 12 der bundesweiten Liste seiner Partei. Zur Landtagswahl 2004, bei der die Grünen (wie schon 1994 und 1999) an der Fünf-Prozent-Hürde scheiterten, kandidierte er auf Platz 2 der Landesliste. 2006 war er Kandidat für das Amt des Landrates im Landkreis Weimarer Land. Ab 2007 war er – gemeinsam mit Astrid Rothe-Beinlich – Landessprecher von Bündnis 90/Die Grünen in Thüringen. Als der Partei bei der Landtagswahl 2009 nach 15 Jahren der Wiedereinzug in den Landtag gelang, zog Augsten über Platz 4 der Landesliste ins Parlament ein. Er war dort stellvertretender Fraktionsvorsitzender seiner Partei. Zudem gehörte er dem Gleichstellungsausschuss sowie dem Ausschuss für Landwirtschaft, Forsten, Umwelt und Naturschutz an.

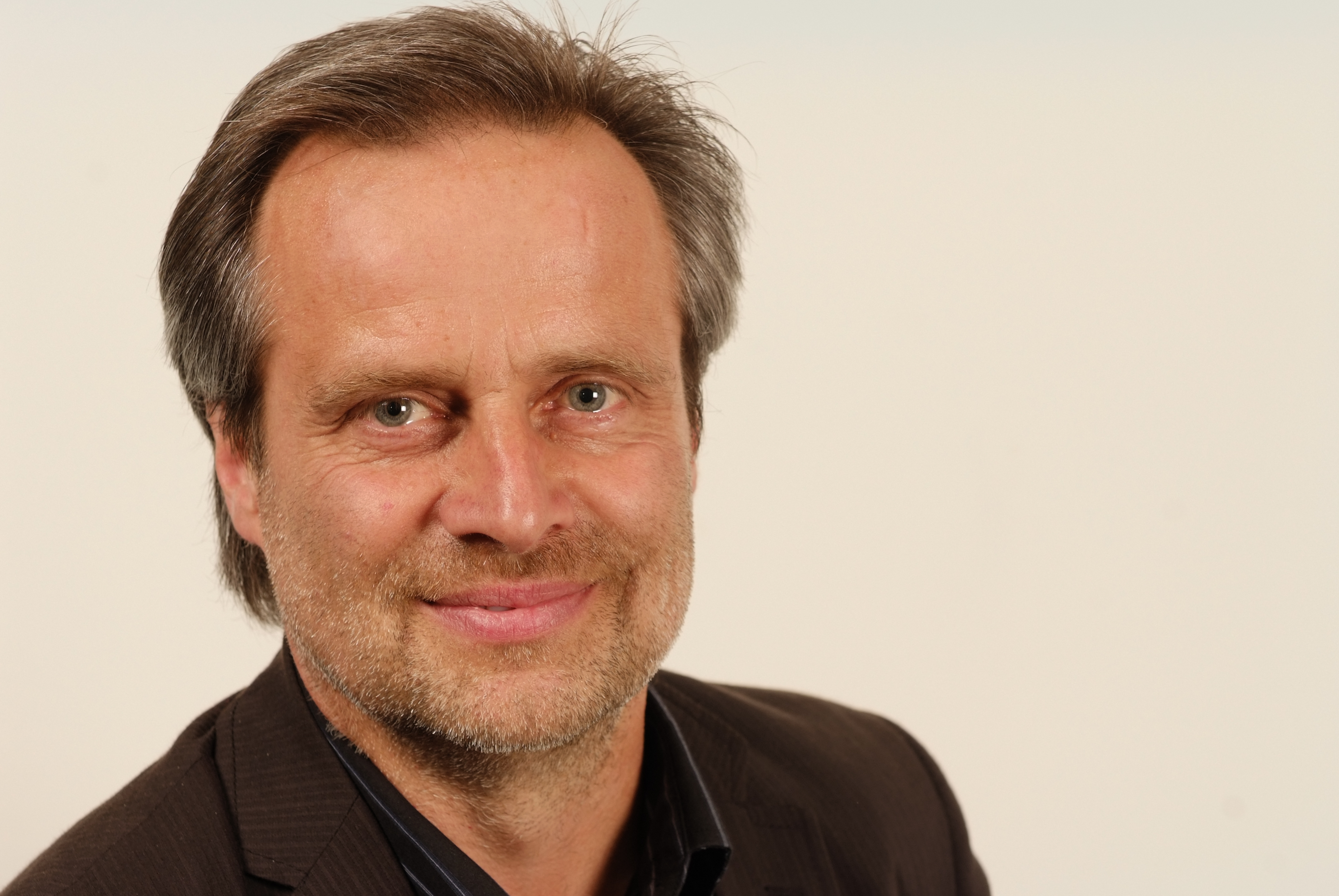
Frank Augsten im Mai 2011

Beim Landesparteitag der Thüringer Grünen im November 2009 stellten sich Astrid Rothe-Beinlich und Frank Augsten nicht erneut als Landessprecher zur Wahl. Ihre Nachfolger wurden Madeleine Henfling und Dieter Lauinger.
Zur Landtagswahl in Thüringen 2014 stand er nicht wieder zur Wahl und schied somit aus dem Thüringer Landtag aus.
2024 trat Augsten aus den Grünen aus und schloss sich anschließend dem Bündnis Sahra Wagenknecht an. Er begründete dies mit der Vernachlässigung des ländlichen Raums und „die Ständige Forderung nach Kriegswaffen“ durch die Grünen. Bei der Landtagswahl in Thüringen 2024 kandidierte er auf Platz 5 der Landesliste des BSW und zog erneut ins Parlament ein. Nach dem Wechsel von Katja Wolf als Ministerin ins Kabinett Voigt wurde Augsten am 13. Dezember 2024 als ihr Nachfolger zum Vorsitzenden der BSW-Fraktion gewählt.